# Павло Корчагін (фільм)
«Павло Корчагін» (рос. «Павел Корчагин») — український радянський художній фільм за романом Миколи Островського «Як гартувалась сталь», друга за рахунком екранізація роману.

## Сюжет
Дія пропагандистського фільму відбувається в 1920—1930 рр. Прикутий до ліжка смертельною хворобою Павло Корчагін згадує про дні своєї бойової юності: про участь у революційній боротьбі, про битви з білополяками, про будівництво взимку залізниці, про побут військового комунізму і про своє важке кохання. Корчагін поступово втрачає зір, але вирішує закінчити роботу над книгою своїх спогадів.

## У ролях
- Василь Лановий —  Павло Корчагін
- Ельза Леждей —  Рита Устинович
- Тамара Страдіня —  Тоня Туманова
- Володимир Маренков —  Іван Жаркий
- Павло Усовниченко —  Жухрай
- Дмитро Мілютенко —  Токарев
- Олександр Лебедєв —  Микола Окунєв
- Лев Перфілов —  Франц Клавічек
- Віктор Степанов —  Чубатий
- Лідія Пікторська —  мати Корчагіна
- Костянтин Степанков —  Аким
- Ада Роговцева —  Христина
- Валентина Телегіна —  самогонщиця
- Леонід Пархоменко —  Холява, чекіст
- Микола Гринько —  станційний чекіст
- Фелікс Яворський —  Віктор Лещинський
- Микола Муравйов —  полковник Черняк
- Варвара Чайка —  тітка на станції